# Victorina
Victorina o Victòria va ser una emperadriu romana. És el nom que Trebel·li Pol·lió dona a la mare de Victorí, i la situa entre els TrentaTirans a la Història Augusta.
Segons Pol·lió després de la mort del seu fill va rebre culte com la Mare dels Campaments (Mater Castrorum), un dels títols donats a les emperadrius i es van emetre monede d'or i de plata amb la seva imatge. Va usar la seva influència per proclamar emperadors primer a Mari (Marc Aureli Mari) i després a Tètric I, però quant al primer segurament és lleugerament anterior a Victorí.
Alguns diuen que va ser Tètric el que la va fer matar però altres asseguren que va morir de mort natural. El seu nom apareix també com a Vitrúvia.